# Polia tincta
Polia tincta là một loài bướm đêm trong họ Noctuidae.